# Melchior Haugk
Melch(i)or Haugk (* 1. Oktober 1601 in Halle (Saale); † 8. Februar 1668) war ein frühkapitalistischer Unternehmer. Er war Handelsmann, Faktor, Besteller und Pachtinhaber des privilegierten Messing- und Hammerwerkes Niederauerbach, das seinerzeit das einzige Werk dieser Art im Kurfürstentum Sachsen war. Er besaß außerdem mehrere Pechwälder im vogtländischen Amt Voigtsberg im Fürstentum Sachsen-Zeitz sowie im Kreisamt Schwarzenberg im sächsischen Erzgebirge.

## Leben
Er war der Sohn des Bürgers und Fleischhauers Melchior Haugk aus Halle (Saale) und Enkel des Bürgers und Fleischhauers Balthasar Haugk aus Grimma. Nach dem frühen Tod beider Elternteile 1612 nahm ihn sein Vetter 1613 mit zu sich in seine Eisenhandlung nach Zwickau. Dort lernte er Matthäus Gnaspe kennen, der ihn mit auf das Messing- und Hammerwerk Niederauerbach nahm, wo er von diesem die Spezialkenntnisse vom Betrieb von Hammer- und Messingwerken vermittelt bekam. 12 Jahre blieb Haugk in Niederauerbach, war dann für verschiedene Handlungen und Hammerwerke tätig und ließ sich letztendlich in der Amtsstadt Auerbach/Vogtl. nieder, wo er 1629 das Bürgerrecht und ein Wohnhaus erwarb. Aufgrund des Stadtbrandes und der Pest sowie erlittener Kriegsschäden hielt er sich eine Zeit in Schönheide auf, bevor er 1632 an das Hammer- und Messingwerk nach Auerbach zurückging. Hier arbeitete er gemeinsam mit Jacob Körber als Schreiber, bevor er als einer der Hauptbeteiligten dieses Werk nach einem Vertrag vom 12. Oktober 1640 von Georg Abel Ficker gemeinsam mit Körber pachtete. Bis 1644 wurden von jedem Gesellschafter 3000 Taler eingezahlt. Die Pacht betrug 500 Gulden (300 für das Messingwerk und 200 für das Hammerwerk).
Mit dem allgemeinen Wirtschaftsaufschwung nach Kriegsende kam das Messingwerk zu größeren Produktionsmengen (bis zu 800 Zentner pro Jahr), die es ermöglichten, etwa 20 Personen kontinuierlich zu beschäftigen. Haugk und Körber gelangten daher zeitweise zu Reichtum und konnten den Einbau der Kanzel in der Kirche von Rodewisch finanzieren.
Die Pachtverträge über das Messingwerk wurden mehrmals verlängert. 1660 war das Gesellschaftskapital auf 48.000 Taler erhöht worden. Erst ab diesem Zeitpunkt erfolgten jährliche Ausschüttungen an die Gesellschafter.
Haugk stiftete der Rodewischer Kirche einen neuen Chor Rock, wie es in der Turmknaufurkunde der örtlichen Kirche niedergeschrieben ist.
Er war mit Margaretha Ferber (1611–1658) verheiratet. Die Tochter Christina heiratete 1654 den Hammerherrn Abraham Siegel in Wolfsgrün.
Als er 1668 starb, erschien seine Leichenpredigt in Druck.